# Gramaijoch
Das Gramaijoch ist ein 2017 m ü. A. hoher Berg im Karwendel in Tirol.
Das Gramaijoch bildet das südliche Ende eines dem Sonnjoch vorgelagerten kurzen Grates, der beim Gramaijoch beginnt und beim Bärenwandkopf endet. Vom Sonnjoch ist der kurze Grat durch die Faule Eng getrennt. Der höchste Punkt ist nur weglos aber unschwierig über den Gramaisattel erreichbar.